# Statuenmenhir von Latsch

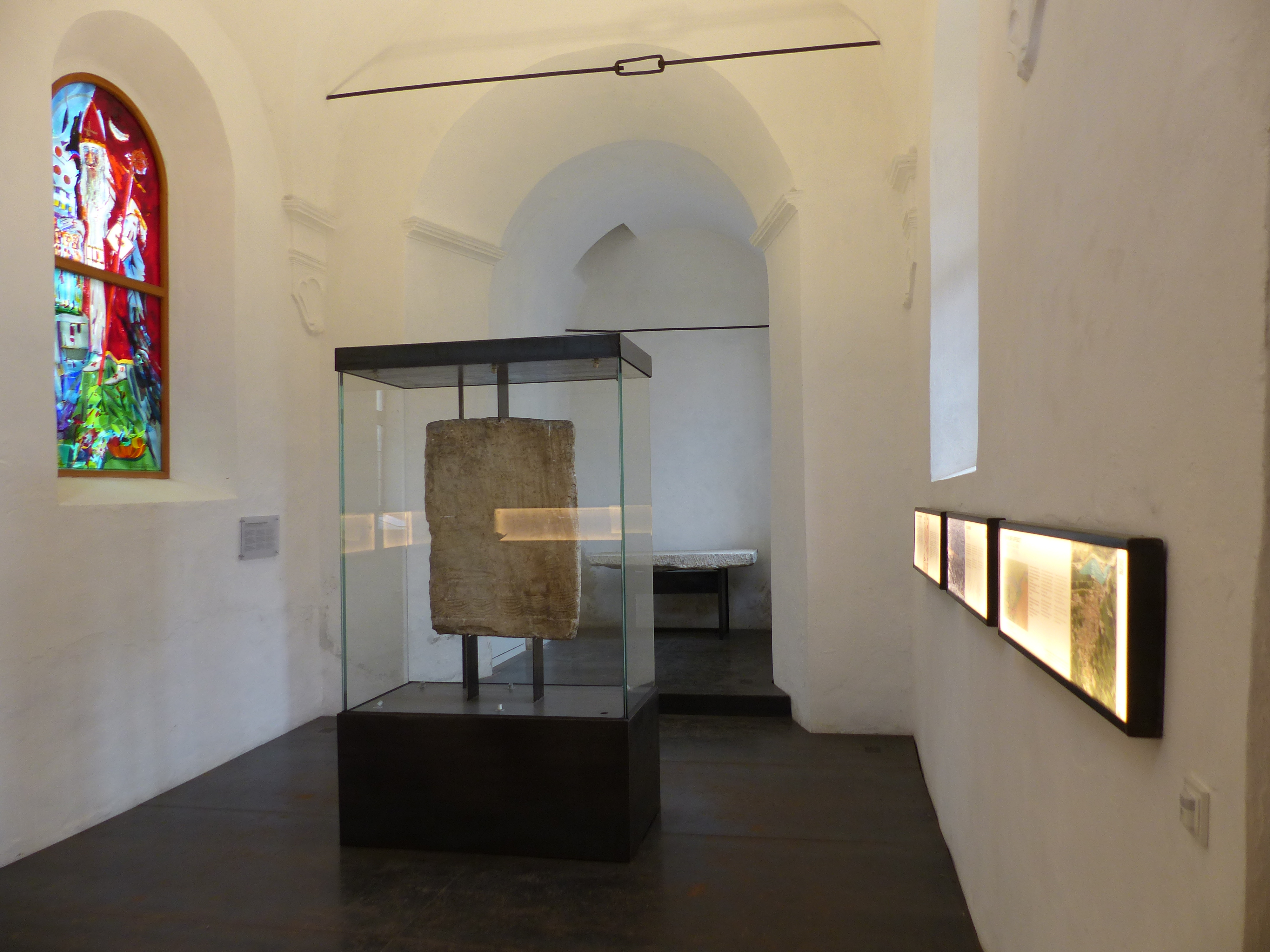
Statuenmenhir von Latsch, ausgestellt in der Kirche St. Nikolaus in Latsch

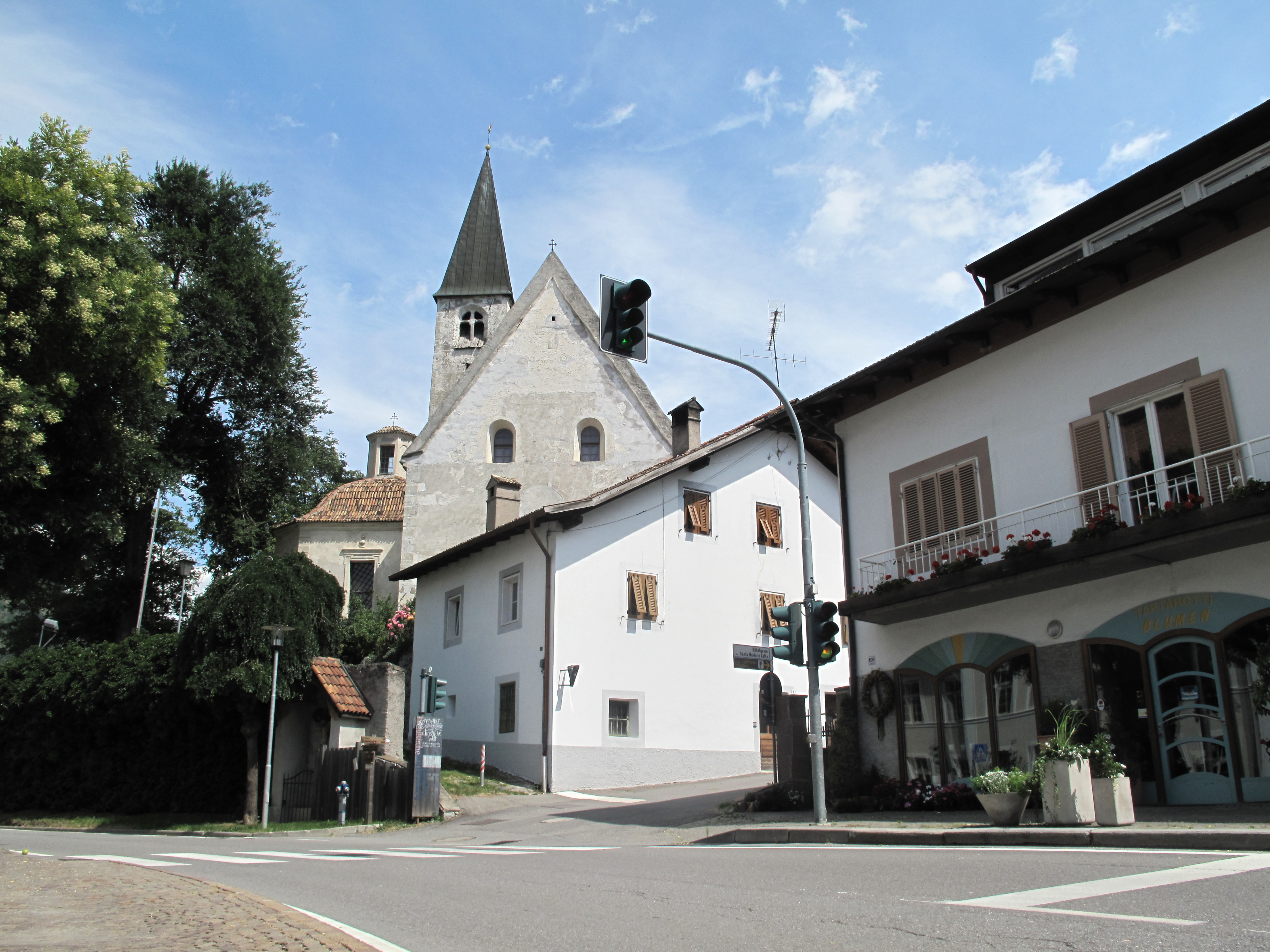
Bichlkirche in Latsch in Südtirol

Der Statuenmenhir von Latsch (italienisch Laces) wurde im Jahre 1992 bei Restaurierungen in der Bichlkirche (Unsere liebe Frau auf dem Bichl) gefunden. Latsch liegt im Vinschgau in Südtirol.
Die zwischen 3.300 und 2.200 v. Chr. wahrscheinlich von den Leuten der Remedello-Kultur aus Vinschger Marmor gefertigte Statue, der die Kopf- und Fußpartie sowie Teile der linken Schulter fehlen, bildete die 1,07 m hohe, 77 cm breite und 12 cm dicke Auflagefläche der hölzernen Altarmensa. Ihr ursprünglicher Standort befand sich wahrscheinlich auf dem Hügel im Nahbereich der weithin sichtbaren Kirche.
Die männlichen, weiblichen oder geschlechtslosen Skulpturen Oberitaliens werden nach ihren Symbolen in Gruppen eingeteilt. Der Latscher Menhir gehört, wie weitere zehn Südtiroler (Algund, Tramin, Tötschling usw.) und sieben Trentiner Menhire, der so genannten Etschtalgruppe an. Ihr sind senkrechte Streifen gemein, die als Darstellung eines Fransenmantels gedeutet werden. Die männlichen Stelen zeigen zudem oft Dolche mit dreieckiger Klinge (Typ Remedello). Eine andere Gruppe ist die lombardische Gruppe der Valcamonica am Fluss Oglio und aus dem Veltlin (Tal der Adda). Neben den für die Etschtalgruppe typischen, ikonografischen Zügen (Girlandengürtel, Axt, Dolch, Stabdolch und Bogen), treten beim Latscher Menhir Zierelemente der Lombardischen Gruppe auf (Hirsch, Sonne und stilisierte menschliche Figur).

## Belege
1. ↑  Remedello ist eine kupferzeitliche Kultur in Norditalien, die nach dem Gräberfeld von Remedello-Sotto bei Brescia benannt ist. Sie war in der Emilia, Lombardei und im Veneto verbreitet. Die toskanische Variante wird als Rinaldone-Kultur bezeichnet. Pia Laviosa Zambotti führte 1939 den Begriff „Remedello-Kultur“ in die Literatur ein.
2. ↑  Altarmensa ist der Tisch, auf dem der (gemalte / geschnitzte) Altar steht.

Koordinaten: 46° 37′ 5,3″ N, 10° 51′ 47,6″ O